# Comuna Køge
Køge (Køge Kommune) este o comună din regiunea Sjælland, Danemarca, cu o suprafață totală de 257,18 km².